# جون برينغل نيكول
جون برينغل نيكول (بالإنجليزية: John Pringle Nichol)‏ (و. 1804 – 1859 م) هو عالم اقتصاد، وعالم فلك 
توفي عن عمر يناهز 55 عاماً.

## التعليم
تعلم في جامعة أبردين